# Мурована-Гослина (гмина)

Расположение гмины на карта Познанского повета

Мурована-Гослина (пол. Murowana Goślina) — гмина (волость) в Польше, входит как административная единица в Познанский повет, Великопольское воеводство. Население — 15 528 человек (на 2004 год).

## Достопримечательности
- На территории гмины находится ландшафтный парк «Пуща-Зелёнка», в состав которого входят несколько заповедников (Кляшторны-Моджеве, Ляс-Мешаны, Живец-Дзевёнцолистны, Езёро-Чарне, Езёро-Плавно).
- Заповедник Снежицовы-Яр на территории лесничества «Ухорово».

## Населённые пункты
Бяленги, Бяленжин, Бодушево, Войнувко, Войново, Длуга-Гослина, Глембоцко, Глембочек, Зелёнка, Злоторыйско, Каминьско, Лопухувко, Лопухово, Лосконь-Стары, Мсьцишево, Нешава, Плавно, Пшембендово, Радушин, Раковня, Старчаново, Трояново, Ухорово.

## Соседние гмины
1. Гмина Червонак
2. Гмина Кишково
3. Гмина Оборники
4. Гмина Победзиска
5. Гмина Рогозьно
6. Гмина Скоки
7. Гмина Сухы-Ляс